# Alamosa County
Alamosa County je okres ve státě Colorado v USA. K roku 2000 zde žilo 14 966 obyvatel. Správním městem okresu je Alamosa. Celková rozloha okresu činí 1 874 km².